# Turnera arenaria
Turnera arenaria là một loài thực vật có hoa trong họ Lạc tiên. Loài này được (Urb.) Arbo miêu tả khoa học đầu tiên năm 1993.